# Административно-территориальное деление Тарногского района
Тарногский район — административно-территориальная единица в Вологодской области Российской Федерации. В рамках организации местного самоуправления ему соответствует одноимённое муниципальное образование Тарногский муниципальный район.
Административный центр — село Тарногский Городок.

## Административно-территориальные единицы
Тарногский район в рамках административно-территориального устройства включает 13 сельсоветов:
| №  | Сельсовет          | Соответствующее муниципальное образование |
| -- | ------------------ | ----------------------------------------- |
| 1  | Верхнекокшеньгский | Тарногское СП                             |
| 2  | Верхнеспасский     | Спасское СП                               |
| 3  | Верховский         | Верховское СП                             |
| 4  | Заборский          | Заборское СП                              |
| 5  | Илезский           | Илезское СП                               |
| 6  | Лохотский          | Заборское СП                              |
| 7  | Маркушевский       | Маркушевское СП                           |
| 8  | Нижнеспасский      | Спасское СП                               |
| 9  | Озерецкий          | Тарногское СП                             |
| 10 | Раменский          | Маркушевское СП                           |
| 11 | Тарногский         | Тарногское СП                             |
| 12 | Шебеньгский        | Тарногское СП                             |
| 13 | Шевденицкий        | Тарногское СП                             |

## Муниципальные образования

Муниципальные образования с 2009 г.

Муниципальный район, в рамках организации местного самоуправления, делится на 6 муниципальных образований нижнего уровня со статусом сельского поселения.
| Муниципальное образование       | Административный центр | Административно-территориальные единицы (состав по структуре ОКАТО)                         |
| ------------------------------- | ---------------------- | ------------------------------------------------------------------------------------------- |
| Верховское сельское поселение   | Верховский Погост      | Верховский сельсовет                                                                        |
| Заборское сельское поселение    | Красное                | Заборский, Лохотский сельсоветы                                                             |
| Илезское сельское поселение     | Илезский Погост        | Илезский сельсовет                                                                          |
| Маркушевское сельское поселение | Заречье                | Маркушевский, Раменский сельсоветы                                                          |
| Спасское сельское поселение     | Никифоровская          | Верхнеспасский, Нижнеспасский сельсоветы                                                    |
| Тарногское сельское поселение   | Тарногский Городок     | село Тарногский Городок, Верхнекокшеньгский, Озерецкий, Шебеньгский, Шевденицкий сельсоветы |

### История муниципального устройства

Муниципальные образования с 2006 до 2009 гг.

Первоначально к 1 января 2006 года на территории муниципального района были созданы 9 сельских поселений.
| Муниципальное образование       | Административный центр    | Административно-территориальные единицы (состав по структуре ОКАТО) |
| ------------------------------- | ------------------------- | ------------------------------------------------------------------- |
| Верховское сельское поселение   | Верховский Погост         | Верховский сельсовет                                                |
| Заборское сельское поселение    | Красное                   | Заборский, Лохотский сельсоветы                                     |
| Илезское сельское поселение     | Илезский Погост           | Илезский сельсовет                                                  |
| Озерецкое сельское поселение    | Евсеевская                | Озерецкий сельсовет                                                 |
| Кокшеньгское сельское поселение | Верхнекокшеньгский Погост | Верхнекокшеньгский сельсовет                                        |
| Маркушевское сельское поселение | Заречье                   | Маркушевский, Раменский сельсоветы                                  |
| Спасское сельское поселение     | Никифоровская             | Верхнеспасский, Нижнеспасский сельсоветы                            |
| Шебеньгское сельское поселение  | Шебеньгский Погост        | Шебеньгский сельсовет                                               |
| Тарногское сельское поселение   | Тарногский Городок        | село Тарногский Городок, Шевденицкий сельсовет                      |

Законом Вологодской области от 8 апреля 2009 года Кокшеньгское, Озерецкое, Шебеньгское сельские поселения были упразднены (включены в Тарногское сельское поселение).